# Комитет 6 декабря 1826 года
Комитет 6 декабря 1826 — первый из Секретных комитетов созданных Николаем I, задачей которого являлось рассмотрение найденных в бумагах Александра I проектов изменений по разным частям государственного управления. Существовал до марта 1832 года.

## Предпосылки создания Комитета
Подавив восстание 14 декабря 1825 г., Николай I не мог не замечать того, что в стране нарастало недовольство крепостничеством, а также произволом, взяточничеством, волокитой и прочими отрицательными явлениями, царившими в государственном аппарате. Стремясь смягчить хоть немного эти чрезмерные злоупотребления и надеясь ослабить этим непрерывно нарастающее в стране недовольство и тем подрезать корни растущего революционного движения, сделать более гибким правительственный аппарат, Николай I создал 6 декабря 1826 г. Секретный комитет, задачей которого являлось, во-первых, рассмотрение бумаг, опечатанных в кабинете Александра I после его смерти, и, во-вторых, рассмотрение вопроса о возможных преобразованиях государственного аппарата.

## Работа Комитета
Основной задачей комитета было ответить на вопрос «Что ныне хорошо, чего оставить нельзя и чем заменить?» Главой комитета значился председатель Государственного совета граф В. П. Кочубей — один из «молодых друзей» Александра I, но фактически руководил им член комитета М. М. Сперанский. Членами комитета были также: граф П. А. Толстой, граф (затем — князь) И. В. Васильчиков, барон (затем — граф) И. И. Дибич и князь А. Н. Голицын. Правителями дел комитета были назначены Д. Н. Блудов и Д. В. Дашков
За четыре года регулярных заседаний (всего — 173) Комитет подготовил лишь два серьёзных проекта.

### Проект по изменению Табели о рангах
Первым из них был проект сословной реформы. «Комитет 6 декабря» (так его называли) задумал оградить дворянство «от неприятного ему и вредного государству прилива разночинцев». Вместо Табели о рангах Петра I, дававшей право военным и гражданским чинам получать дворянство в порядке выслуги, Комитет предложил установить такой порядок, при котором дворянство приобреталось бы только наследственно, по праву рождения, и по «высочайшему пожалованию». Это предложение имело целью превратить российское дворянство в строго замкнутую касту, огражденную от «засорения» инородными элементами.
Вместе с тем, чтобы как-то поощрить и служилых людей, а также нарождавшуюся буржуазию, Комитет предложил создать для чиновников, купцов и буржуазной интеллигенции новые сословия — «чиновных», «именитых» и «почетных» граждан, которые освобождались бы, как и дворяне, от подушного оклада, рекрутского набора и телесных наказаний. Наконец, Комитет в Дополнение к старинному (1803) указу «о вольных хлебопашцах» разрешил помещикам освобождать крестьян не только с землей, но и без земли, причем все освобожденные крестьяне должны были образовать ещё одно сословие — «вольноотпущенных земледельцев».

### Проект административной реформы
Второй проект «Комитета 6 декабря» предусматривал административную реформу. Государственный совет сохранял лишь законосовещательные функции при царе, а Сенат разделялся на Правительствующий (высший орган исполнительной власти) и Судебный. Внешне здесь воплощался принцип разделения властей — законодательной, исполнительной и судебной, но не для ограничения самодержавия, а для того, чтобы упрочить его путём более четкого разграничения функций между всеми властями (одинаково бесправными перед самодержцем), что позволило бы усовершенствовать работу бюрократического аппарата.

## Итоги деятельности комитета
Хотя все мероприятия, намечавшиеся комитетом, были до крайности умеренными, все же Николай I не стал проводить их в жизнь, так как на Западе, во Франции и Бельгии, произошла революция, в Польше в 1830 г. разразилось восстание и в стране было неспокойно. На основе деятельности Секретного комитета 1826 были утверждены узаконения о дворянских обществах (1831) и почётных гражданах (1832).
Когда миновала революционная опасность 1830—1831 гг. и была закончена работа над кодификацией законов, Николай I вернулся к сословным проектам Комитета 6 декабря 1826 г. Частично они были реализованы в законе 1832 г., который учреждал среднее сословие «почетных граждан» двух (а не трех, как предполагал Комитет) степеней — «потомственных почетных граждан» (сюда зачислялись дети личных дворян, а также крупные капиталисты, ученые, художники) и «личных почетных граждан» (дети церковнослужителей, не получивших образования, и выпускники высших учебных заведений). Внешне эта мера выглядела уступкой чиновничеству и интеллигенции, купцам, но фактически представляла собой очередное монаршее пожалование дворянству, поскольку ограждала его от притока чуждых ему элементов из плебса.
Однако Николай I не решился утвердить предложения Комитета 1826 г. об отмене петровской Табели о рангах. Он только повысил указом 1845 г. чины, которые требовались для получения дворянства в порядке выслуги. Теперь потомственное дворянство предоставлялось гражданским чинам с V (а не с VIII, как ранее) класса, военным — с VI (вместо XIV), а личное дворянство — с IX класса (вместо XIV) и для гражданских, и для военных чинов.